# Ère Shōchū
L'ère Shōchū (正中) est une des ères du Japon (年号, nengō, lit. « nom de l'année ») après l'ère Genkō et avant l'ère Karyaku. Cette ère couvre la période allant du mois de décembre 1324 au mois d'avril 1326. L'empereur régnant est Go-Daigo-tennō (後醍醐天皇).

## Changement d'ère
- 1324 Shōchū gannen (正中元年?) : Le nom de la nouvelle ère est créé pour marquer l'accession au trône de l'empereur Go-Daigo et le commencement de son règne. L'ère précédente se termine là où commence la nouvelle, en Genkō 4.

## Événements de l'ère Shōchū
- 1324 (Shōchū 1,1re mois) : Le nadaijin Saionji Kinsighe meurt à l'âge de 41 ans[3].
- 1324 (Shōchū 1, 3e mois): L'empereur visite le sanctuaire Iwashimizu Hachiman-gū[3].
- 1324 (Shōchū 1, 3e mois) : L'empereur visite les sanctuaires Kamo-jinja[3].
- 1324 (Shōchū 1, 5e mois) : Mort de Konoe Iehira, régent kampaku durant le règne de l'empereur Hanazono[4].
- 1324 (Shōchū 1, 6e mois) : L'ancien empereur Go-Uda meurt à l'âge de 58 ans[4].
- 1325 (Shōchū 2, 6e mois) : L'ancien shogun, prince Koreyasu, meurt à l'âge de 62 ans[4].
- 1325 (Shōchū 2, 12e mois) : L'ancien (régent) kampaku, Ichijō Uchitsune, meurt à l'âge de 36 ans[4].
- 1326 (Shōchū 3) : L'impératrice Kishi, préférée de Go-Diago, est enceinte et l'impatient futur lui rend quotidiennement visite dans ses quartiers mais cet espoir se change en regret quand il apparaît qu'il s'agit d'une fausse grossesse[5].

| Shōchū    | 1re  | 2e   | 3e   |
| Grégorien | 1324 | 1325 | 1326 |